# Аенґа
А́енґа (ест. Aenga laht, Aeng) — природне озеро в Естонії, у волості Вальяла повіту Сааремаа.

## Розташування
Аенґа належить до Західно-острівного суббасейну Західноестонського басейну.
Озеро лежить на південь від села Сійксааре.
Акваторія водойми входить до складу природного заповідника Лайдеваге.

## Опис
Аенґа — прибережне озеро.
Загальна площа озера становить 17,1 га, площа водної поверхні — 16,8 га, площа двох островів на озері — 0,3 га. Довжина — 700 м, ширина — 450 м. Найбільша глибина — 1,5 м, середня глибина — 0,9 м. Довжина берегової лінії — 2 532 м. Площа водозбору — 0,8 км².